# 伊東市民の歌
「伊東市民の歌」（いとうしみんのうた）は、静岡県伊東市において教育委員会の選定により慣例的に市民歌として演奏されている楽曲である。作詞・サトウハチロー、作曲・中田喜直。

## 解説
1963年（昭和38年）に伊東市教育委員会が企画し、いずれも専業のサトウと中田へ依頼して作成された楽曲である。歌詞は全6番と戦後の自治体歌としては長大なものだが、市勢要覧では長らく巻頭に掲載され続けていたのを始め市の行事でも演奏の機会が設けられており、市民にとっては馴染み深い楽曲とされる。しかし、制定主体は飽くまでも市教育委員会とされており市の例規集には未掲載のため、伊東市役所では市民歌として「制定されたものはない」とする立場を採っている。
制定時にキングレコードが友竹正則と高木淑子のデュエットを吹き込んだシングル盤（規格品番：NC-118）を製造している。B面曲で友竹が独唱する「ばら色の街」は宮澤章二の作詞、中田の作曲で1958年（昭和33年）に朝日放送ラジオの「クレハ・ホームソング」向けに発表された楽曲を再録したものであり、伊東市とは特に関係が無い。
伊東市に関連する市民歌以外の楽曲としては1957年（昭和32年）に教育委員会が選定した「伊東子供の歌」、1997年（平成9年）に発表された市制50周年記念歌でダ・カーポが歌唱する「街の風がおいしい」（作詞：伊藤アキラ、作曲：小林亜星）などがある。